# Östra Karup
Östra Karup is een plaats in de gemeente Båstad in het Zweedse landschap Halland en de provincie Skåne län. De plaats heeft een inwoneraantal van 563 (2005) en een oppervlakte van 84 hectare. Östra Karup ligt aan de noordzijde van de Hallandsåsen en wordt omringd door zowel landbouwgrond als bos. De Europese weg 6/Europese weg 20 loopt net ten oosten van het dorp. De huizen in het dorp zijn grotendeels vrijstaand, ook zijn er onder andere een supermarkt en een school in het dorp te vinden. In Östra Karup ligt de kerk Östra Karups kyrka, deze kerk stamt uit de 11e of 12e eeuw.
Båstad · Förslöv · Torekov · Grevie · Östra Karup · Västra Karup · Rammsjöstrand · Eskilstorp en Hemmeslövs gård · Kattvik · Killebäckstorp · Axelstorp